# Leimdörfer Joachim
Leimdörfer Joachim (Nagybiccse, 1880. július 31. – Budapest, 1945. március 23.) magyar vegyészmérnök, technológiatanár, Faludy György édesapja.

## Élete
Leimdörfer Adolf és Naidörfer Ernesztin fia. A drezdai technikai főiskolán szerzett oklevelet, a magyar kommün alatt pedig a budapesti tudományegyetemen kémia-fizika szakon doktorátust. Szakterülete a kolloid-, illetve zsírkémia volt. Zsírnemesítő eljárását, továbbá az e célra megalkotott készülékét az I. G. Farben vette meg. Jelentős volt szakirodalmi munkássága is, Ubbeholda-Goldschmidt egyik, négykötetes művében (Handbuch der Chemie und Technologie der Öle und Fette) több fejezetetet is írt. Fia szerint „a város ostroma után az elszenvedett éhség és gyógyszerhiány következtében" vérmérgezésben hunyt el.
Felesége Biringer Erzsébet Katalin volt, akivel Budapesten kötött házasságot 1909. április 3-án.

## Fő műve
- Untersuchung der Waschwirkung einiger Waschmittel (Seifensieder Zeitung, 1908)